# Reginald Llewellyn Brown
Reginald Llewellyn Brown, britanski general, * 23. julij 1895, † 17. julij 1983.